# Hessebius perelae
Hessebius perelae är en mångfotingart som beskrevs av Zalesskaja 1978. Hessebius perelae ingår i släktet Hessebius och familjen stenkrypare.
Artens utbredningsområde är Kazakstan. Inga underarter finns listade i Catalogue of Life.